# 바사리어
바사리어는 기니와 세네갈 접경 지역에서 사용되는 니제르콩고어족의 한 언어이다. 바사리어와 가장 가까운 언어는 부디크어이다. 이 언어를 쓰는 사람의 1% 미만 정도가 이 언어를 문자로 표기할 수 있다. 이 언어를 사용하는 사람 중 약 8,835명 가량이 세네갈에 거주하며, 8,600명 가량은 기니에, 비교적 소수인 475명 가량은 기니비사우에 거주하고 있다.

## 다른 이름
바사리어(Basari), 텐다바사리어(Tenda Basari), 비얀어(Biyan), 오네얀어(Onëyan), 오니안어(Onian), 아얀어(Ayan), 워어(Wo)